# Léthé
Pour l’article ayant un titre homophone, voir L'Été.
Pour les articles homonymes, voir Léthé (homonymie).
Dans la mythologie grecque, Léthé (en grec ancien Λήθη / Lếthê, « oubli »), fille d’Éris (la Discorde), est la personnification de l'Oubli. Elle est souvent confondue avec le fleuve Léthé, un des cinq fleuves des Enfers, parfois nommé « fleuve de l'Oubli ».

## Étymologie et influence linguistique
Léthé (Λήθη / Lếthê) signifie oubli en grec ancien.
En grec ancien, le mot pour vérité est alètheia (ἀλήθεια), qui est apparenté au mot Léthé. Le a privatif qui y est ainsi associé semble indiquer que la vérité est un dés-oubli, un dévoilement hors de l'oubli, une réminiscence. Cette idée a été utilisée en philosophie par Martin Heidegger pour interpréter le poème de Parménide De la nature (Περί Φύσεως, « Peri Physeos »).

## Famille
Dans les Théogonies d'Hésiode, ce dernier mentionne sa mère: Eris (la Discorde), et ses frères et sœurs: Ponos (le labeur), Limos (la Famine), les Algos (la Douleur), les Hysminai (Batailles), les Makhai (Batailles), les Phonoi (Meurtres), les Androktasiai (les massacres), les Neikea (Querelles), les Pseudea (Mensonges), les Logoi (Histoires), les Amphillogiai (les Conflits), Dysnomia (l'Anomie), Até (la Ruine), et Horkos (le Serment).

## Mythe
Après un grand nombre de siècles passés dans l'Enfer (le royaume d'Hadès), les âmes des justes et celles des méchants qui avaient expié leurs fautes aspiraient à une vie nouvelle. Elles obtenaient la faveur de revenir sur la terre habiter un corps et s'associer à sa destinée. Mais avant de sortir des demeures infernales, elles devaient perdre le souvenir de leur vie antérieure, et à cet effet boire les eaux du Léthé, qui provoquaient l'amnésie.
Le Léthé coulait avec lenteur et silence : c'était, disent les poètes, le fleuve d'huile dont le cours paisible ne faisait entendre aucun murmure. Il séparait les Enfers de ce monde extérieur du côté de la Vie, de même que le Styx et l'Achéron les en séparaient du côté de la Mort. La porte du Tartare qui ouvrait sur cette rivière était opposée à celle qui donnait sur le Cocyte.

## Autre représentation
Léthé est parfois représenté sous la figure d'un vieillard qui d'une main tient une urne et de l'autre la coupe de l'Oubli.

## Léthé à l'époque moderne
- Le Lethé apparait dans la chanson "Love, l'artère" de Paloma.
- Le Léthé est cité par le poète français Charles Baudelaire dans un poème éponyme :

Pour engloutir mes sanglots apaisés

Rien ne me vaut l'abîme de ta couche ;

L'oubli puissant habite sur ta bouche,

Et le Léthé coule dans tes baisers.
— Charles Baudelaire, Les Fleurs du mal, Le Léthé (Wikisource)
- Le Léthé apparaît dans la série de romans Percy Jackson de Rick Riordan, plus précisément dans le recueil de nouvelles non traduit en français The Demigod Files, dans la nouvelle Percy Jackson and the Sword of Hades. Confronté par le titan Japet alors qu'il est mission dans les Enfers pour le compte de Perséphone, Percy parvient à immerger entièrement ce dernier dans les eaux du Léthé. Le Titan devenu amnésique, Percy le renomme Bob.
- La chanteuse acadienne Édith Butler en parle dans sa chanson Le fleuve de Léthé qui est sur l'album Je vous aime, ma vie recommence de 1976
- Le groupe français Feu! Chatterton y fait référence dans leur titre Le long du Léthé (Ici le jour (a tout enseveli), 2015)
- La série Adventure Time y fait référence dans l'épisode "death in bloom", Jake boit dans la rivière du monde des morts et oublie qui il est.
- Le groupe de Death Metal Mélodique Dark Tranquillity fait référence à Léthé dans un morceau de l'album The Gallery (1995)

## Sources
- Hésiode, Théogonie [détail des éditions] [lire en ligne] (v. 226).
- Stace, Thébaïde [détail des éditions] [lire en ligne] (X, 90).